# Tärivere
Koordinaten: 59° 7′ N, 27° 19′ O
Tärivere (deutsch Terrefer) ist ein Dorf (estnisch küla) in der Landgemeinde Alutaguse (bis 2017 Iisaku). Es liegt im Kreis Ida-Viru (Ost-Wierland) im Nordosten Estlands.

## Beschreibung und Geschichte
Das Dorf hat 51 Einwohner (Stand 16. Oktober 2010). Bei dem Ort befindet sich der gleichnamige Berg (Tärivere mägi). Er ist mit 94 Metern die höchste natürliche Erhebung des Landkreises Ida-Viru. Auf dem Berg befindet sich eine 28 Meter hohe Aussichtsplattform. Von dort bietet sich ein weiter Blick über die Waldlandschaft. Bei klarem Wetter kann der Betrachter bis zum russisch-orthodoxen Nonnenkloster von Pühtitsa und zum Peipussee schauen.
Tärivere ist wahrscheinlich das älteste Dorf der ehemaligen Landgemeinde Iisaku. Es wurde erstmals im Jahr 1330 urkundlich erwähnt. Vom ehemaligen Gut Tärivere sind heute noch die Kellergewölbe eines Speichers und der Schnapsbrennerei erhalten.